# Avola (motorfiets)
Avola is een Duits historisch merk van motorfietsen.
Avola uit Leipzig was een van de honderden Duitse merken die halverwege de jaren twintig kwamen en gingen. Er was in het Duitsland van na de Eerste Wereldoorlog weliswaar vraag naar goedkope vervoermiddelen, maar een dergelijk groot aantal merken kon er niet van leven. Daarom produceerde men zo goedkoop mogelijk door inbouwmotoren van andere merken in te kopen. Avola kocht 145- en 173cc-tweetaktmotoren bij DKW, maar kocht ook frames bij de Deutsche Fahrradbau GmbH in Berlijn.
Zoals de meeste concurrenten kon Avola zijn machines nauwelijks verkopen. Het was afhankelijk van klanten in de eigen regio, kon geen dealernetwerk opbouwen en moest het in die regio opnemen tegen tientallen concurrenten. De productie, die in 1924 was opgezet, moest al in 1925 worden beëindigd.